# Acrocercops nolckeniella
Acrocercops nolckeniella är en fjärilsart som först beskrevs av Philipp Christoph Zeller 1877.  Acrocercops nolckeniella ingår i släktet Acrocercops och familjen styltmalar.
Artens utbredningsområde är:
- Colombia.
- Guyana.

Inga underarter finns listade i Catalogue of Life.